# عبد الله منصور التركستاني
عبد الله منصور هو أمير الحزب الإسلامي التركستاني سنة 2013، حيث خلف عبد الشكور التركستاني، كان عبد الله منصور محررًا في مجلة «تركستان الإسلامية» التابعة للحزب قبل أن يترقى لقيادة الحزب.
ظهر منصور في مقطع فيديو في 2008 حاملًا بندقية قائلًَا: «نحن أعضاء تركستان الإسلامية نعلن الحرب ضد الصين لاحتلالها وطننا تركستان الشرقية، الذي هو جزء من العالم الإسلامي». وهدد بالقيام هجمات ضد دورة الألعاب الأولمبية الصيفية 2008 التي عقدت في بكين.
وفي مارس 2014 أجرى منصور مقابلة مع رويترز من مكان غير معلوم في شمال وزيرستان في باكستان، وذكر أنه من واجبه جهاد الصين، ووعد بمزيد من الهجمات. وفي مارس 2014 أثنى على هجوم كونمينغ 2014 دون تبني الهجوم. واستقال عبد الحق من منصبه كزعيم للمنظمة في نهاية 2013.